# Ramón Villares
Ramón Villares Paz (Cazás, Xermade, Província de Lugo, 1951) és un historiador gallec.

## Trajectòria
El 1973 es va llicenciar en Filosofia i Lletres a la Universitat de Santiago de Compostel·la. Aquest mateix any va obtenir el graduat amb la memòria de llicenciatura Los inventarios post mortem, como fuente para el estudio de la historia rural y la economía agraria, i el 1980 el doctorat en Història amb la tesi La evolución de las estructuras agrarias en la provincia de Lugo. Propiedad y rentas de la tierra, ambdues dirigides per Antonio Eiras Roel. La Universitat de Santiago li va concedir el 1980 el premi extraordinari de doctorat en Història, cursos 1977-1980, i la Universitat Internacional Menéndez Pelayo, el 1981, el premi a la millor tesi en Filosofia i Humanitats presentada a Espanya el 1980.
Des de 1987 és catedràtic d'Història Contemporània de la Universitat de Santiago de Compostel·la, de la qual també va ser rector de 1990 a 1994 i degà de la Facultat de Geografia i Història entre 1986 i 1990. A més és, des de 2002, director de l'Arxiu de l'Emigració Gallega del Consello da Cultura Galega. Va ser membre fundador i president de l'Associació d'Història Contemporània entre els anys 1996-2002, així com director a Galícia de la Universitat Internacional Menéndez Pelayo.
Participa en el consell assessor de revistes com Ayer (Marcial Pons Ediciones de Historia), Historia Social (València), Hispania (Madrid), Ler Historia (Lisboa) o Persectivas Históricas (Mèxic). És també membre del Patronat del Museu do Pobo Galego i de l'Institut d'Estudis Gallecs "Padre Sarmiento", on és, des de 1979, secretari de la secció de Geografia i Història.

## Obres
Ha publicat més de setanta llibres i articles vinculats a la seva especialitat entre els quals caldria destacar: 
- La propiedad de la tierra en Galicia, 1500-1936, Siglo XXI Editores, Madrid, 1982.
- Foros, frades e fidalgos, Estudos de historia social de Galicia, Edicións Xerais, Vigo, 1982.
- Galicia. A Historia, Editorial Galaxia, Vigo, 1984
- Historia da emigración galega a América, Xunta de Galicia, 1996.
- Figuras da nación, Edicións Xerais, Vigo, 1997.
- El mundo contemporáneo. Siglos XIX y XX, Editorial Taurus, 2001 (amb Ángel Bahamonde).
- Historia de Galicia, Editorial Galaxia, 2004.
- Exilio republicano y pluralismo nacional. España, 1936-1982 (Marcial Pons, 2021)[4]